# Belleville-Kessel

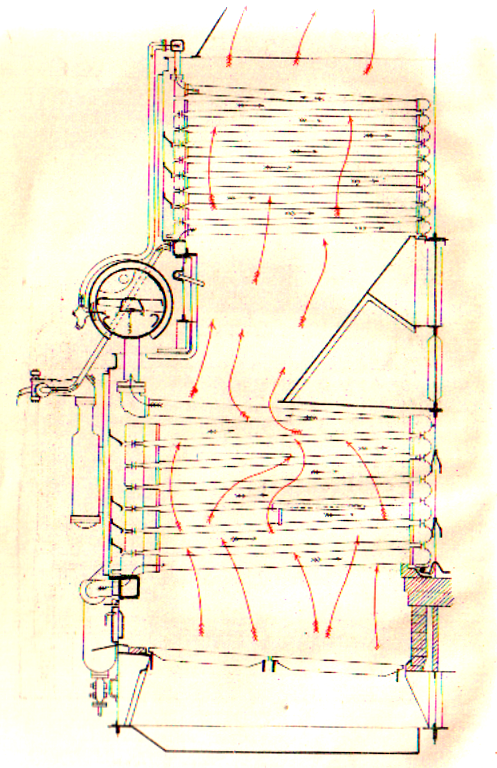
Schnitt durch einen Belleville-Kessel (mit Economiser oberhalb der Trommel)

Der Belleville-Kessel ist ein im Jahre 1850 vom französischen Ingenieur Julien Belleville entwickelter Dampfkesseltyp. Dieser Kesseltyp wurde im späten 19. und frühen 20. Jahrhundert vielfach, zuerst von der französischen Marine, später auch in anderen Ländern, zum Antrieb von Dampfschiffen und stationären Dampfmaschinen eingesetzt.
Aus dem Kesselbauunternehmen des Erfinders entstand später der Automobilhersteller Delaunay-Belleville.

## Aufbau und Funktionsweise
Es handelt sich um einen Wasserrohrkessel, bei dem die (anfangs gusseisernen, später gezogenen, stählernen) Verdampferrohre annähernd horizontal (ca. 3° geneigt) durch den Feuerraum über dem Rost geführt sind. Jeweils zwei übereinanderliegende Rohrpaare sind seitlich außerhalb des Feuerraumes über eine kleine Wasserkammer verbunden, so dass insgesamt eine Reihenschaltung der Ebenen in Zick-Zack-Anordnung entsteht. Über dem Verdampferteil liegt seitlich die Trommel, über der sich bei späteren Typen ein Speisewasservorwärmer (Economiser) mit ebenfalls horizontalen Rohren anschließt.
Als Wasserrohrkessel hatte der Kessel gegenüber den zu dieser Zeit sehr verbreiteten Großwasserraumkesseln den großen Vorteil, dass bei einem Versagen der Druckhülle nur ein einzelnes Rohr betroffen war, so dass es nicht zu einem Kesselzerknall kam, was einen großen Fortschritt für die Sicherheit des Kesselbetriebs darstellte.